# Sphinx (televisieserie)
Sphinx is een Nederlandse serie uit 2024 geregisseerd door Diederik van Rooijen voor streamingdienst Videoland.

## Verhaal
Op de dag van de inauguratie van Eva Moorman als burgemeester, verdwijnt haar dochter Minke. Als ze een paar jaar later weer verschijnt, heeft ze een mysterieuze tatoeage op haar rug. Rechercheur Asha gaat op onderzoek uit, maar de verdwijning van Minke lijkt geen toeval. De ontvoerder blijft in de schaduw van Minke aanwezig. Het gezin krijgt allemaal met de ontvoering te maken.

## Rolverdeling
| Acteur             | Personage      | Opmerkingen                                        |
| ------------------ | -------------- | -------------------------------------------------- |
| Andrea Vass        | Minke Moorman  | dochter van Eva en Lucas en Teun's zus             |
| Rifka Lodeizen     | Eva Moorman    | moeder van Minke, burgemeester                     |
| Marcel Hensema     | Lucas Moorman  | vader van Minke, ex-rechercheur                    |
| Sil van der Zwan   | Teun Moorman   | broer van Minke                                    |
| Sallie Harmsen     | Roosje         | Sphinx                                             |
| Joy Wielkens       | Asha Trustfull | collega van Lucas, belast met onderzoek naar Minke |
| Ruth Becquart      | Fenna Franken  | Belgische rechercheur                              |
| Benja Bruijning    | Robert         | collega van Eva, heeft tijdje relatie met haar     |
| Delilah van Eyck   | Kim Li         | politiepsycholoog                                  |
| Johan Heldenbergh  | Luc Laurent    | Arend                                              |
| Abel Nienhuis      | Erik de Jong   | Slang                                              |
| Eva van Heijningen | moeder         | Roosje's moeder                                    |
| Rami Kooti Arab    | Sammy Parsa    | Minke's klasgenoot                                 |
| Tom Audenaert      | Jerome Dupont  | Leeuw                                              |

## Achtergrond
De serie werd geschreven, geregisseerd en geproduceerd door Diederik van Rooijen, bij de productie werd hij ondersteund door producenten Sabine Brian en Boudewijn Rosenmuller met hun gezamenlijk productiebedrijf Horizon Film. Hoofdrollen in serie zijn onder andere voor Andrea Vass, Rifka Lodeizen, Marcel Hensema en Sil van der Zwan.
In februari 2024 werden de eerste bewegende beelden van de serie gedeeld in de vorm van een trailer. Sphinx ging vervolgens op 18 maart 2024 voor pers en genodigden in première in het Koninklijk Theater Tuschinski in Amsterdam. Vier dagen later, op 22 maart 2024, ging de serie voor het publiek in première op streamingdienst Videoland.

### Ontvangst
De serie werd in het algemeen gemengd ontvangen; zo schreef SerieTotaal	dat de serie visueel sterk is en Andrea Voss lof verdient voor haar rol, maar aan de andere kant vond ze dat de verhaallijn niet goed in elkaar zat. SerieTotaal geeft de serie daardoor maar twee sterren. Veronica Superguide geeft de serie drie sterren. The Nerd Shepherd schreef over de serie: "Van Rooijen weet te verrassen met een gedurfde productie waarbij het schrijfwerk uitmuntend is, het camerawerk subliem is en de ontknoping Hollywood-waardig is."